# Закутское
Закутское — село в Вейделевском районе Белгородской области России, административный центр Закутчанского сельского поселения.

## География
Село расположено в юго-восточной части Белгородской области, в 10 км по прямой к востоку от районного центра, посёлка Вейделевки.

## История

### Происхождение названия
По одной версии, название населённый пункт получил по имени владельца. По другой версии, название хутора Закутский произошло от слова «закуты»: жили хуторяне в «закутах» (небольшие жилища).

### Исторический очерк
Хутор основан в начале XIX века. Крестьяне занимались земледелием, скотоводством, выращивали рожь, пшеницу, ячмень, овес, гречиху, просо и другие культуры.
В 1840-е годы начали распространяться посевы подсолнечника и картофеля. Крестьяне выращивали и держали волов, овец, лошадей, птицу.
В 1859 году было 40 дворов.
В 1861 году крестьяне хутора Закутский получили личную свободу за большие выкупные платежи.
В 1884 году земельный надел на хуторе составлял 1,5 десятины. Количество скота — 4,3 головы, пять пасек, шесть кустарных заводов.
Налоговые тяготы, арендная плата и различные «мирские сборы» заставляли крестьян искать заработки на стороне. Во второй половине XIX века получил развитие отхожий промысел на Дон, Кубань.
В ходе Столыпинской реформы земля начала передаваться в частную собственность, хозяйствам предоставлялось право покупать и продавать землю, а также арендовать землю у графини Паниной. Был создан крестьянский банк, который предоставлял ссуду для покупки земли. Зажиточными крестьянами были построены две маслобойки, четыре мельницы — «парусовки» (они были высокими и похожими на четырехкрылые паруса).
Советская власть на хуторе Закутский была установлена в течение 1918 года. В ходе Гражданской войны — постоянная смена власти, пока хутор не заняли конники С.М. Буденного.
В 1936-1938 годах на хуторе Закутский действовала изба-читальня.
Во время Великой Отечественной войны (с 7 июля 1942 года по 18 января 1943 года) хутор Закутский находился в оккупации.
В 1960-е годы село Закутское начало застраиваться новыми домами, был сдан в эксплуатацию новый Дом культуры на 250 мест, в котором была и небольшая колхозная библиотека.
В 1966-1968 годах село Закутское было полностью электрифицировано.
4 октября 1968 года вышел первый номер колхозной газеты-малотиражки «Прогресс».
В 1969 году в селе Закутское был построен водопровод.
1 сентября 1976 года в селе Закутском была открыта двухэтажная средняя школа со спортзалом и столовой. В Закутчанской средней школе за счет средств колхоза был построен гараж для школьной техники.

## Население
В 1884 году на хуторе Закутском было 53 двора с 353 жителями.
В конце XIX века на хуторе Закутском было 52 двора, проживал 361 хуторянин (187 мужчин, 174 женщины).
В начале XX века на хуторе Закутский проживало 362 человека, было 53 двора.
В 1928 году в Закутском было 117 дворов, 678 жителей.
В 1960 году в селе Закутском — 78 дворов, 327 жителей.
В 1995 году в селе Закутском проживало 776 человек.
| 2002 | 2010 |
| ---- | ---- |
| 711  | ↘647 |

## Инфраструктура
В марте 1992 года колхоз «Победа» был преобразован в акционерное общество закрытого типа «Победа». Была проведена приватизация зданий, сооружений, техники, земли. Все объекты соцкультбыта были переданы на баланс Закутчанского сельского совета. Колхозные квартиры были приватизированы их владельцами. 18 апреля 1992 года акционерам были выданы акции трудового коллектива, в которых предусматривалась сумма имущественного пая.
В 1993 году в селе Закутское перестал существовать приемный пункт комбината бытового обслуживания (КБО), где можно было заказать пошив одежды, ремонт обуви, бытовой техники. Правление АО «Победа» решило самостоятельно открыть швейный цех, кроме того, была открыта парикмахерская. В 1995 году акционеры АО «Победа» получили свидетельства на землю — земельный пай общей площадью 8,27 гектара, в том числе пашни - 6,48 гектара. В 1995 году продолжалась газификация сел и хуторов АО «Победа». Половина стоимости всех работ возмещалось хозяйством.

## Интересные факты
- В XIX веке хутор был весь изрезан оврагами, и они как бы делили селение на улицы («крайки»): Зибовщина, Цидыловщина, Кутки, Михайловщина, Грушивка и, наконец, уважительно Хутир (это о центре)[2].